# David Connolly
David James Connolly, né le 6 juin 1977 à Willesden dans le Grand Londres, est un footballeur international irlandais qui évolue au poste d'attaquant.

## Biographie
Le 31 janvier 2014 il est prêté à l'Oxford United.
Le 15 janvier 2015 il rejoint AFC Wimbledon.

## Palmarès
- Champion d'Angleterre de D2 en 2007 avec Sunderland
- Vainqueur du Football League Trophy en 2010 avec Southampton
- Vice-champion du Championnat d'Angleterre D2 : 2012

## Sources
- (en) Stephen McGarrigle, The Complete who's who of Irish international football : 1945-1996, Edimbourg, Mainstream Publishing, octobre 1996, 237 p. (ISBN 1-85158-894-9), p. 42